# Bad English
Bad English byla americká glammetalová superskupina, kterou založil kytarista Neal Schon a klávesista Jonathan Cain (z Journey), zpěvák John Waite a baskytarista Ricky Phillips (z The Babys) a bubeník Deen Castronovo (z Wild Dogs). Skupina hrála od roku 1988 až do roku 1991, a mezitím vydala dva studiová alba Bad English a Backlash.

## Historie

### Začátek skupiny
Skupinu v roce 1987 založili po rozpadu skupiny Journey Neal Schon a Jonathan Cain spolu se zpěvákem Johnem Waitem. Později se k nim připojili baskytarista Ricky Phillips, který dřív hrál s Johnem Waitem ve skupině The Babys, a bubeník Deen Castronovo, který hrál ve skupině Wild Dogs a s kytaristou Martym Friedmanem.

### První album
V červnu 1989 skupina vydala své debutové album Bad English, které obdrželo pozitivní recenze a také šlo dobře na odbyt. Album se v žebříčku Billboard 200 umístilo na 21. místě. Skupina také vydala několik singlů, z toho When I See You Smile se v žebříčku Billboard Hot 100 umístil na 1. místě, Price of Love na 5. místě a Possession na 21. místě; Forget Me Not se v žebříčku Mainstream Rock umístil na 2. místě, Best of What I Got na 9. místě a Heaven Is a 4 Letter Word na 12. místě.
Od března do června 1990 skupina koncertovala po USA se skupinou Whitesnake na podporu alba.

### Druhé album
V srpnu 1991 skupina vydala druhé a poslední album Backlash, které nesklidilo velký úspěch kritiky a v žebříčku Billboard 200 se umístilo jen na 72. místě. Jediný singl alba Straight to Your Heart se v žebříčku Billboard Hot 100 umístil na 42. místě. Skupina se rozpadla ještě před mixováním alba.
Schon a Phillips chtěli hrát a skládat tvrdší a ostřejší skladby, zatímco Waite a Cain chtěli hrát a skládat jemnější a melodičtější skladby.

### Důvod rozpadu skupiny
John Waite prozradil, že miloval hraní pro publikum na stadionech, ale bylo to nepříjemné z firemního rockového obrazu, který podle jeho názoru skupina prezentovala a po rozpadu se vrátil k sólové kariéře. Schon a Castronovo odešli hrát do začínající rockové skupiny Hardline, nicméně oba nakonec skupinu opustili před vydáním debutového alba skupiny. Schon se začal věnovat jiným projektům a Castronovo se připojil do skupiny Ozzyho Osbourna, se kterým nahrál album Ozzmosis. Schon v polovině 90. let hrál na dvou sólových albech Jonathana Caina a později znovu dali dohromady skupinu Journey. Phillips se vrátil k práci hostujícího hráče a nahrál alba pro skupinu Coverdale and Page a zpěváka Eddieho Moneyho, než se v roce 2003 připojil do kapely Styx.

## Dřívější členové
- John Waite – zpěv (1988–1991)
- Neal Schon – sólová kytara, doprovodný zpěv (1988–1991)
- Jonathan Cain – klávesy, rytmická kytara, doprovodný zpěv (1988–1991)
- Ricky Phillips – baskytara, doprovodný zpěv (1988–1991)
- Deen Castronovo – bicí (1988–1991)

## Diskografie
- Bad English (1989)
- Backlash (1991)